# Interior del Estado de São Paulo

Estado de São Paulo.

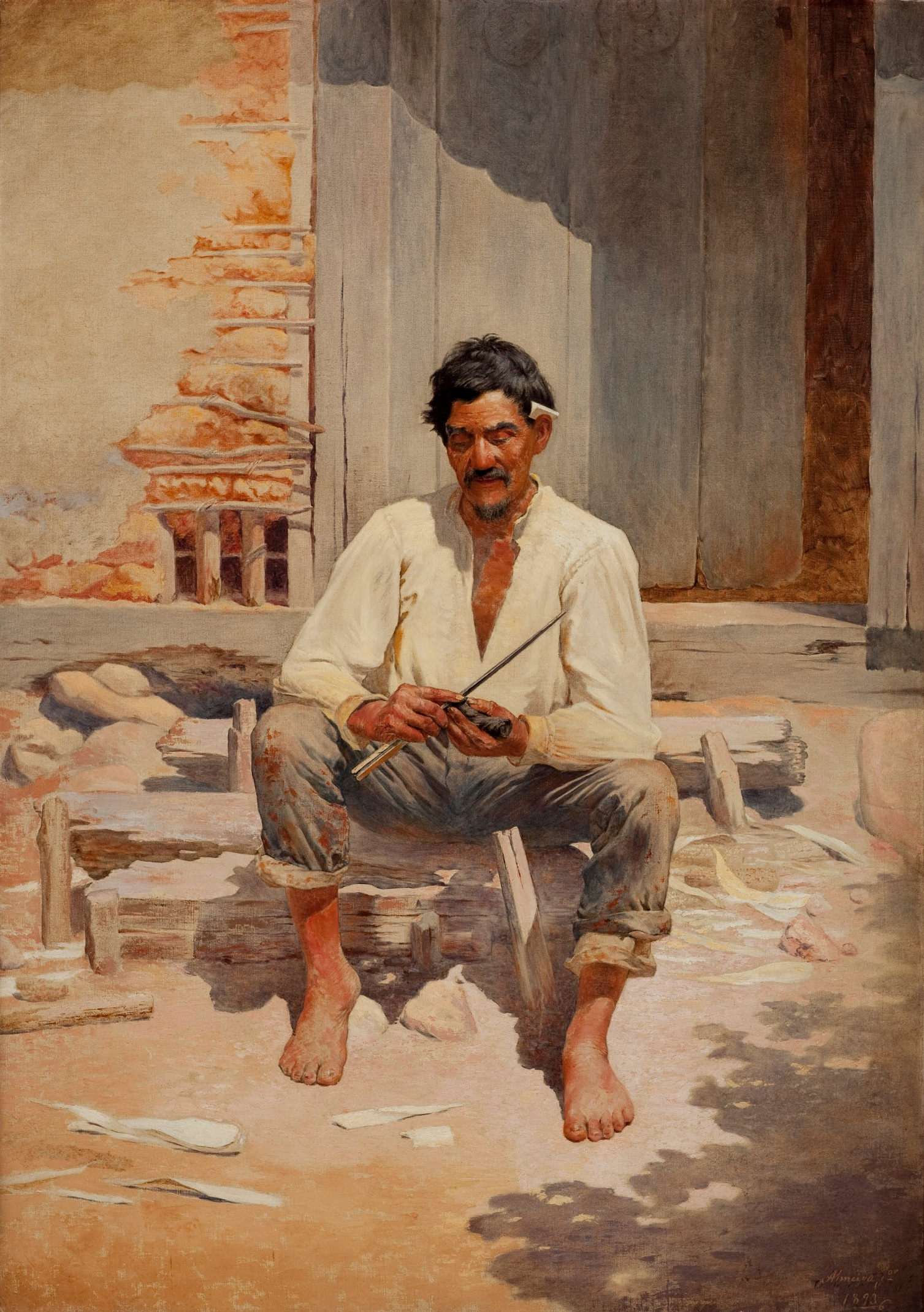
Caipira, figura típica y cada vez más rara del interior del Estado de São Paulo.

El Interior del Estado de São Paulo o interior paulista es la región que abarca todo el Estado de São Paulo, excepto la Región Metropolitana de São Paulo y toda la costa marítima paulista. El interior se destaca por poseer una conjunto cultural muy rico, inclusive con varios acentos propios y diferentes a los del Gran São Paulo y el litoral paulista. 
Se trata de un área fuertemente industrializada que se caracteriza por su economía fuerte y bastante diversificada, siendo una de las regiones más ricas de América Latina. Cerca de 1/4 del PIB del interior de São Paulo se concentra en la Región Metropolitana de Campinas. El interior paulista se destaca también por su excelente infraestructura, bajos índices de pobreza y buena calidad de vida.

## Economía
Con una fuerza económica superior a la de muchos países, el interior paulista atrae a cada vez más empresas de la capital paulista y de otros Estados que buscan una reducción de costos, mayor espacio para crecer y un sistema logístico que favorezca la salida de la producción, sin los embotellamientos crónicos de la ciudad de São Paulo. Fortalecido con esa migración de empresas, la región ya responde por prácticamente la mitad de toda la riqueza producida en el Estado de São Paulo.
El interior paulista (descontando los 39 municipios de la Región Metropolitana de São Paulo) es un país con un PIB de US$ 135,9 mil millones, según una proyección hecha por la consultora MB Associados.
En el territorio brasileño, el interior paulista no tiene rivales en poder económico, con excepción de la Región Metropolitana de São Paulo. Su participación en el PIB del país es de 15,3%, prácticamente la mitad de la contribución del Estado de São Paulo, de 30,9%, según datos del Instituto Brasileño de Geografía y Estadística (IBGE) referentes a 2004.
Estos factores convierten a la región en un polo de inversiones que atrajo a muchas empresas, principalmente al espacio productivo formado por municipios de las regiones de Campinas, São Carlos, São José dos Campos y Sorocaba, que se concentran en un radio de 150 a 250 kilómetros, con foco en la región metropolitana.

## Transportes

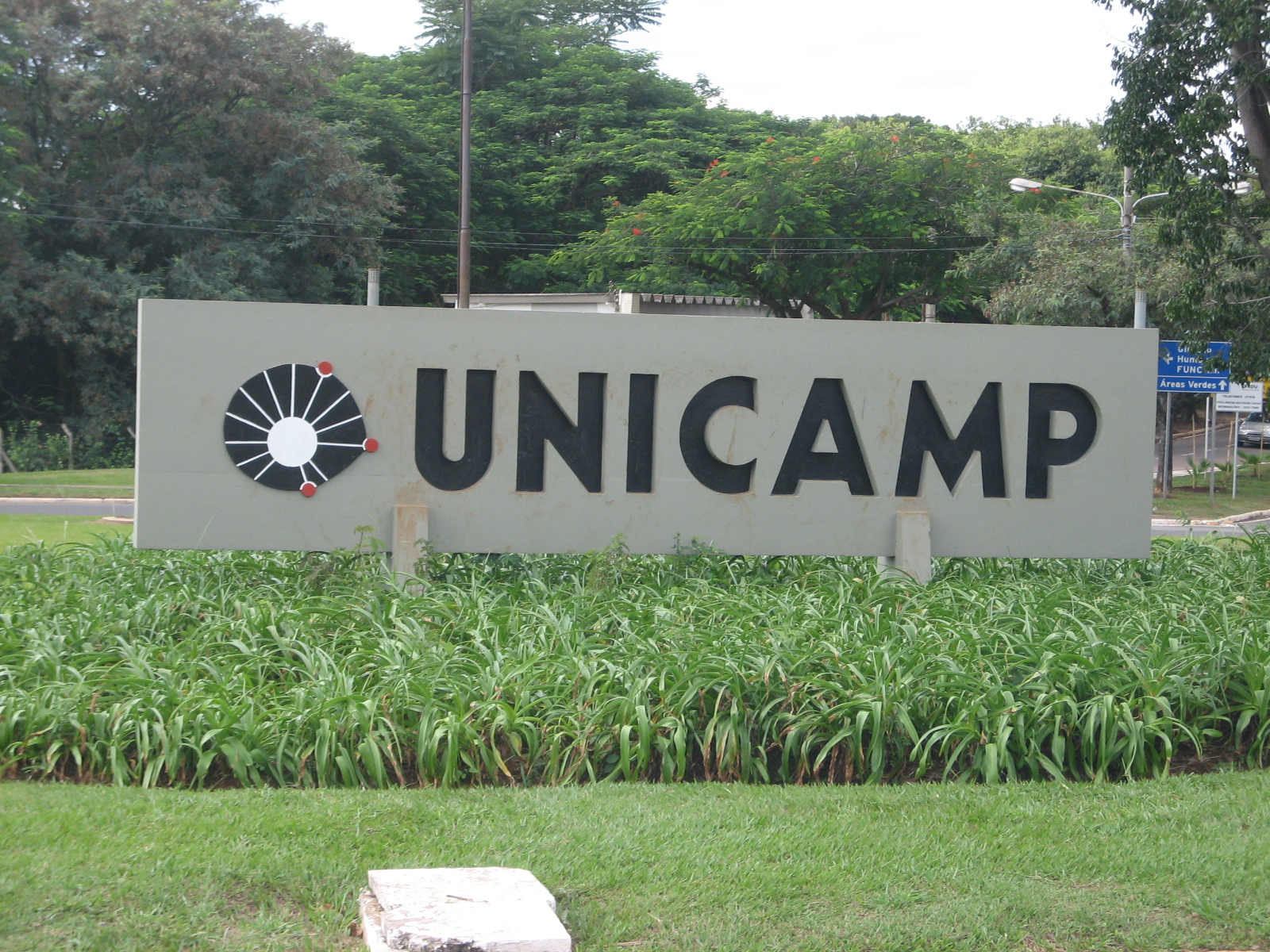
Entrada del campus de la Unicamp en Campinas.

### Carreteras
El interior de São Paulo cuenta con una compleja red de transporte, teniendo como ejes principales a las rodovias Anhanguera, Bandeirantes y Washington Luís.

### Aeropuertos
La región cuenta con el Aeropuerto Internacional de Viracopos, en Campinas, uno de los aeropuertos de carga más grandes de América Latina y uno de los principales de Brasil, además de contar con otros aeropuertos regionales a lo largo y ancho del interior del Estado.

### Hidrovías
Además del transporte aéreo y automotor, el interior cuenta con la hidrovía Paraná-Tietê, que contribuye a la salida de cargas y personas del Estado de São Paulo y de las regiones centro-oeste y norte de Brasil. La hidrovía comprende los ríos Tietê, Paraná y Piracicaba

## Educación
El interior de São Paulo es responsable de un cuarto de toda la producción científica brasileña, consecuencia de fuertes inversiones en educación. La región cuenta con importantes instituciones de enseñanza superior como ITA, UNESP, Unicamp, UNIFESP, USP, UNITAU y UFSCar.